# Norbert Sobbe
Norbert Sobbe (* 12. Dezember 1953; † 3. April 2023) war ein deutscher Fußballspieler.

## Karriere

### Anfänge in Duisburg (bis 1974)
Sobbe trug als Jugendlicher das Trikot des MSV Duisburg und erreichte mit dessen U-19-Mannschaft das deutsche A-Juniorenmeisterschaftsendspiel 1972. Im Finale gegen den VfB Stuttgart gehörte er zur ersten Elf, die den Wettbewerb dank eines 2:0-Siegs zum ersten Mal in der Vereinsgeschichte gewinnen konnte. Zur Siegermannschaft zählte unter anderem auch der spätere Nationalspieler Ronald Worm. Im Anschluss an den Erfolg zählte Sobbe zu insgesamt sieben Mitgliedern des Teams, die zur neuen Saison 1972/73 in die Bundesligamannschaft aufrückten.
Bei den Profis war der auf der Stürmerposition beheimatete Spieler zunächst nur Reservist und wurde über einen langen Zeitraum nicht berücksichtigt. Dies änderte sich am 10. November 1973, als der damals 19-Jährige bei einer 0:2-Niederlage gegen den Wuppertaler SV in der 79. Minute eingewechselt wurde.  Insgesamt hatte er drei Kurzeinsätze in der höchsten deutschen Liga bestritten, bevor er dem MSV im Sommer 1974 den Rücken kehrte und zu Bayer Leverkusen wechselte.

### Weitere Laufbahn zwischen Amateur- und Profibereich (1974–1985)
Mit Leverkusen spielte er in der drittklassigen Verbandsliga und erreichte 1975 den Aufstieg in die Nordgruppe der 2. Bundesliga, was seiner Rückkehr in den Profibereich gleichkam. Einen Stammplatz hatte er allerdings nicht inne, kam in der Spielzeit 1975/76 nicht über 15 absolvierte Begegnungen hinaus und wechselte an deren Ende zum Amateurklub 1. FC Viersen. Von dort aus ging er 1978 zum BV 08 Lüttringhausen und stieg mit diesem 1979 in die Oberliga auf; diese hatte die Verbandsligen inzwischen als dritthöchste Spielklasse ersetzt. Lüttringhausen konnte sich auf diesem Niveau sofort etablieren, wurde 1982 Nordrheinmeister und qualifizierte sich über eine Aufstiegsrunde für die 2. Bundesliga.
Sobbe war somit die Rückkehr in den Profifußball geglückt. Inzwischen wurde er hauptsächlich im Mittelfeld aufgeboten und konnte als fester Stammspieler in der Saison 1982/83 zur Sicherung des Klassenerhalts beitragen. Bei der nachfolgenden Austragung verpasste er dagegen einen großen Teil der Begegnungen und musste 1984 darüber hinaus den Abstieg als Tabellenletzter hinnehmen. Dies stellte für den 30-Jährigen nach drei Erstligapartien ohne eigenes Tor sowie 46 Zweitligaspielen mit einem Tor das Ende seiner Profilaufbahn dar. Er verließ Lüttringhausen und unterschrieb beim Oberligisten Wuppertaler SV, für den er bis 1985 auf dem Platz stand.